# Diana (1931)
«Diana» — круизное судно длиной 31,66 м, шириной 6,79 м и осадкой 2,72 м, построенное под заводским номером 314 на верфи Finnboda Varv в Нака (ныне район Стокгольма), Швеция в 1931 году. Эксплуатируется на Гёта-канале по маршруту Гётеборг – Стокгольм – Гётеборг.

## История судна
Судно было заказано на верфи Finnboda Varv в Нака 15 ноября 1929 года, спущено на воду 23 октября 1930 года и снабжено паровой машиной мощностью 194 кВт, позволявшей развивать скорость в 9 узлов и перевозить до 200 пассажиров.
В 1969 году паровую машину заменили на дизельные двигатели Scania мощностью 338 кВт (460 л. с.), при этом пассажировместимость уменьшили до 125 человек. На 2018 год указана мощность двигателей 600 л. с.
С 2009 года судно, как памятник старины, находится под охраной Национального морского музея Швеции.

## Пассажирские помещения
В 2003 и 2012 годах судно ремонтировалось, его интерьер был обновлён и стилизован под период постройки судна. После этого на борту имеется 25 кают, вмещающих около 50 пассажиров. Столовая совмещена с салоном. Имеется крытая прогулочная палуба.